# ماريا أيتكن
ماريا أيتكن (بالإنجليزية: Maria Aitken)‏ هي كاتِبة وكاتبة سيناريو ومؤلفة ومخرجة وممثلة أيرلندية، ولدت في 12 سبتمبر 1945 بدبلن في جمهورية أيرلندا.

## أعمال

### أفلام
- (1971) ماري، ملكة الاسكتلنديين
- (1988) سمكة تدعى وندا

## ترشيحات
- جائزة توني لأفضل إخراج مسرحي [الإنجليزية]‏ (2008)

## وصلات خارجية
- ماريا أيتكن على موقع IMDb (الإنجليزية)
- ماريا أيتكن على موقع ألو سيني (الفرنسية)
- ماريا أيتكن على موقع أول موفي (الإنجليزية)
- ماريا أيتكن على موقع قاعدة بيانات برودواي على الإنترنت (الإنجليزية)
- ماريا أيتكن على موقع قاعدة بيانات الأفلام السويدية (السويدية)
- ماريا أيتكن على موقع ديسكوغز (الإنجليزية)
- ماريا أيتكن على موقع قاعدة بيانات الفيلم (الإنجليزية)
- ماريا أيتكن على موقع كينوبويسك (الروسية)